# Patrick Pentz
Patrick Pentz (* 2. Jänner 1997 in Salzburg) ist ein österreichischer Fußballtorwart. Er steht seit August 2023 beim Brøndby IF unter Vertrag.

## Karriere

### Verein
Pentz begann seine Karriere in Bürmoos im Land Salzburg, wo er für den SV Bürmoos spielte. 2006 wechselte er zum FC Red Bull Salzburg. 2013 wechselte er in die österreichische Hauptstadt zum FK Austria Wien, wo er im August 2013 erstmals im Regionalligakader stand. Im September 2014 gab er schließlich sein Debüt für den FK Austria Wien II. Im April 2015 stand er erstmals im Profikader. Nachdem die ersten beiden Torhüter ausfielen, kam Pentz am letzten Spieltag der Saison 2015/16 im Spiel gegen den SK Sturm Graz zu seinem Bundesligadebüt.
Ab der Saison 2017/18 war er (mit einer kurzen Unterbrechung in der Saison 2019/20 durch Ivan Lucic) Stammtorwart der Wiener und kam insgesamt für die Austria zu 129 Bundesligaeinsätzen. In den Saisonen 2020/21 und 2021/22 wurde er von der Bundesliga jeweils zum besten Tormann der Liga gekürt. Nach neun Jahren beim Verein verließ er die Wiener nach der Saison 2021/22.
Daraufhin wechselte Pentz zur Saison 2022/23 nach Frankreich zu Stade Reims, wo er einen bis Juni 2025 laufenden Vertrag erhielt. In Reims war er zunächst Stammtormann, ehe er nach sieben absolvierten Partien in der Ligue 1 von Yehvann Diouf abgelöst wurde. Unter Diouf gelang Reims ein Aufschwung und blieb elf Spiele in Folge ungeschlagen.
Im Jänner 2023 verließ Pentz Frankreich daraufhin wieder und zog nach Deutschland weiter, wo er sich Bayer 04 Leverkusen anschloss, bei dem er ebenfalls einen bis Juni 2025 laufenden Kontrakt unterzeichnete. Für Bayer kam er aber als zweiter Tormann hinter Lukáš Hrádecký bis Saisonende nie zum Einsatz. Im August 2023 wurde er nach Dänemark an den Brøndby IF verliehen. Während der Leihe kam er zu 27 Einsätzen in der Superliga. Im Juni 2024 wurde er fest von den Dänen verpflichtet.

### Nationalmannschaft
Pentz debütierte im November 2013 gegen Tschechien für die österreichische U-17-Auswahl. Im Oktober 2014 spielte er erstmals für die U-18-Mannschaft Österreichs.
Im Juni 2018 kam er in einem Testspiel gegen Tschechien zu seinem ersten Einsatz für die U-21-Auswahl. Im November 2021 wurde er als Ersatz für den verletzten Alexander Schlager erstmals in den Kader der A-Nationalmannschaft berufen. Im März 2022 gab er dann in einem Testspiel gegen Schottland sein Debüt im Nationalteam. Im Mai 2024 wurde er in den vorläufigen Kader Österreichs für die EM 2024 berufen und schaffte es schlussendlich auch in den endgültigen Kader.

## Erfolge
- Bester Torwart der österreichischen Bundesliga: 2021, 2022